# Lagărul de concentrare Pecera
Pecera (cunoscut și ca Peciora sau Pecioara; în rusă: Печера sau Печора) a fost un lagăr de concentrare operat de România în timpul celui de-al Doilea Război Mondial, în Pecera, Tulciîn, Guvernământul Transnistriei, în prezent în Ucraina. Lagărul de concentrare a fost înființat pe terenurile închise ale unei foste proprietăți private a nobilului polonez Potocki, de-a lungul sudului fluviului Bug, care fusese transformat într-un sanatoriu pentru pacienții cu tuberculoză după revoluția rusă, fiind administrat de Regatul României (făcând parte din planul de purificare etnică a Mareșalului Ion Antonescu). Aici au fost deportați evreii din zonele apropiate. Victimele nu au fost ucise direct, cu arme, ci prin înfometare.
Amplasat în zona de ocupație românească a Ucrainei, cunoscută sub numele de Guvernământul Transnistriei, lagărul era supravegheat de un jandarm român și păzit de polițiști ucraineni înarmați cu bastoane și puști. Începând din noiembrie 1941, evrei din regiunile înconjurătoare, inclusiv Tulciîn, Brațlav, Șpîkiv, Trosteanți, precum și din regiuni mai îndepărtate cum ar fi Moghilău-Podolsk, erau aduși la Pecera pentru a pieri în incinta lagărului. La Pecera au fost trimiși și evrei români din Basarabia și Bucovina. În lagăr, prizonierii nu erau omorâți prin exterminare sistematică prin gaz sau gloanțe, ci mai degrabă prin înfometare și expunere la elemente și boli precum tifosul. De asemenea, sute de prizonieri erau deportați cu violență mai la est, peste Bug, pentru a lucra în lagărele de muncă forțată DG-IV din Ucraina ocupată de germani, unde aproape niciunul nu supraviețuia.
Potrivit documentelor românești din perioada războiului, la poarta principală a lagărului a fost instalat un panou pe care scria "lagăr de exterminare". Ca și în cazul celor peste 150 de locuri de concentrare din Transnistria, ocupații români nu aveau intenția de a menține populația evreiască sub controlul lor. În cazul Pecerei, inspectorul jandarmeriei Transnistriei a declarat în mod explicit în octombrie 1942 că Pecera a fost creată "exclusiv" în scopul exterminării prizonierilor săi.
Istorici și cercetători, inclusiv Matatias Carp și Radu Ioanid, consideră Pecera cel mai infam dintre toate locurile înființate în Ucraina ocupată de România. Potrivit unui raport emis în 2004 de Comisia Wiesel, a fost printre locurile unde au avut loc "cele mai îngrozitoare crime comise împotriva evreilor în timpul Holocaustului". În prezent nu există fotografii disponibile cu lagărul în funcțiune, dar există numeroase mărturii ale supraviețuitorilor.
Șeful lagărului era un comandant de jandarmi român numit Stratulat. Potrivit mărturiilor supraviețuitorilor, Stratulat a împiedicat un grup de germani etnici afiliați SS (aparținând Sonderkommando Russland) să extermine populația lagărului undeva la sfârșitul verii anului 1942.
Pentru multe familii internate în lagărul Pecera, supraviețuirea era posibilă numai prin tranzacționarea ultimelor haine și bunuri pentru hrană cu localnicii care se adunau la poarta lagărului. Mulți supraviețuitori copii au povestit mai târziu că au reușit să scape din lagărul cu pază slabă și să cerșească mâncare în satul Pecera și în comunitățile înconjurătoare. Mulți supraviețuitori ai lagărului Pecera își datorează viața generozității ucrainenilor locali, care adesea îi hrăneau și îi găzduiau. În general, locuitorii zonei ocupate de români din Transnistria tratau evreii mult mai favorabil decât rezidenții altor regiuni vecine, cum ar fi vestul Ucrainei și Basarabia, unde pogromurile erau frecvente. Acest fenomen în Transnistria a fost descris într-un studiu influent realizat de cercetătorii Diana Dumitru și Carter Johnson.
Deși estimările variază, se crede că aproximativ 11.000 de prizonieri au fost aduși la lagărul Pecera, dintre care aproximativ 9.500 au murit. Morții erau transportați în gropi comune, inclusiv șanțuri pe marginea satului și la cimitirul evreiesc din apropiere. La momentul eliberării lagărului de către Armata Roșie la 17 martie 1944, în lagăr mai erau în viață cel mult 300-400 de prizonieri supraviețuitori. Câteva sute de supraviețuitori au reușit să fugă și să ajungă în ghetouri apropiate, în special în 1943, unde condițiile erau în general mai sigure și unde supraviețuitorii au petrecut ultimele luni ale războiului. Cu toate acestea, ei reprezentau acum cea mai joasă treaptă a societății ghetourilor din locuri precum ghetoul Djurîn, destinație comună pentru evreii care reușeau să scape din lagărul Pecera.
După terminarea războiului, supraviețuitorii evrei locali născuți în Uniunea Sovietică din lagărul Pecera s-au întors în orașele lor din sud-vestul Ucrainei și au rămas acolo timp de decenii, constituind puținele locuri din Europa de Est unde viața evreiască a continuat în secolul al XXI-lea (deși multe familii au emigrat ulterior în Israel sau în Occident).
Imediat după război, un etnomuzicolog sovietic numit Moisei Beregovski a vizitat orașele din ceea ce fusese Transnistria de Nord pentru a vorbi cu supraviețuitori, conștient de faptul că rata de supraviețuire era mult mai mare în Transnistria decât în Ucraina ocupată de germani. Echipa sa a înregistrat cântece interpretate de supraviețuitori din Tulciîn, Brațlav, Berșad și altele. Echipa sa a și notat versurile. Mai târziu, versurile au fost puse pe aranjamente muzicale noi de către un grup muzical din Toronto. Albumul lor Yiddish Glory: The Lost Songs of World War II a fost nominalizat la Premiile Grammy în 2019.
În anii 1950, mulți dintre colaboratorii ucraineni etnici condamnați - împotriva cărora au depus mărturie unii supraviețuitori - au fost eliberați mai devreme din lagărele de muncă sovietice și s-au întors în comunitățile în care slujiseră în timpul războiului.
Având în vedere continuitatea vieții evreiești în orașele din ceea ce fusese Transnistria de Nord - astăzi, regiunea Vinița din Ucraina - și existența comunităților care vorbeau idiș după război, cercetătorii au arătat un interes deosebit pentru rămășițele vieții evreiești din regiune. Acest lucru include savantul Jeffrey Veidlinger și grupuri din Sankt Petersburg, care au vizitat supraviețuitorii din localități precum Tulciîn pentru a-i interviva în anii 1990 și începutul anilor 2000. Scriitorul eminent în limba idiș, Boris Sandler, a centrat, de asemenea, lagărul Pecera și Holocaustul în România în lucrările sale, inclusiv colecția de nuvele Red Shoes for Rachel. Lagărul Peceraa fost, de asemenea, subiectul unui documentar realizat de regizorul israelian Boris Naftsir, intitulat "We Allow You to Die". În 2022, nepotul lui Motl Braverman, supraviețuitor al Pecerei, a publicat o memoriu familial despre supraviețuirea bunicului său în lagăr: So They Remember: A Jewish Family's Story of Surviving the Holocaust in Soviet Ukraine.

Astăzi, terenurile fostei proprietăți sunt cunoscute sub numele de "Parcul Pecera" și sunt deschise vizitatorilor, în timp ce clădirea administrativă principală a lagărului a fost restaurată și adăpostește un muzeu dedicat istoriei Holocaustului în regiune.

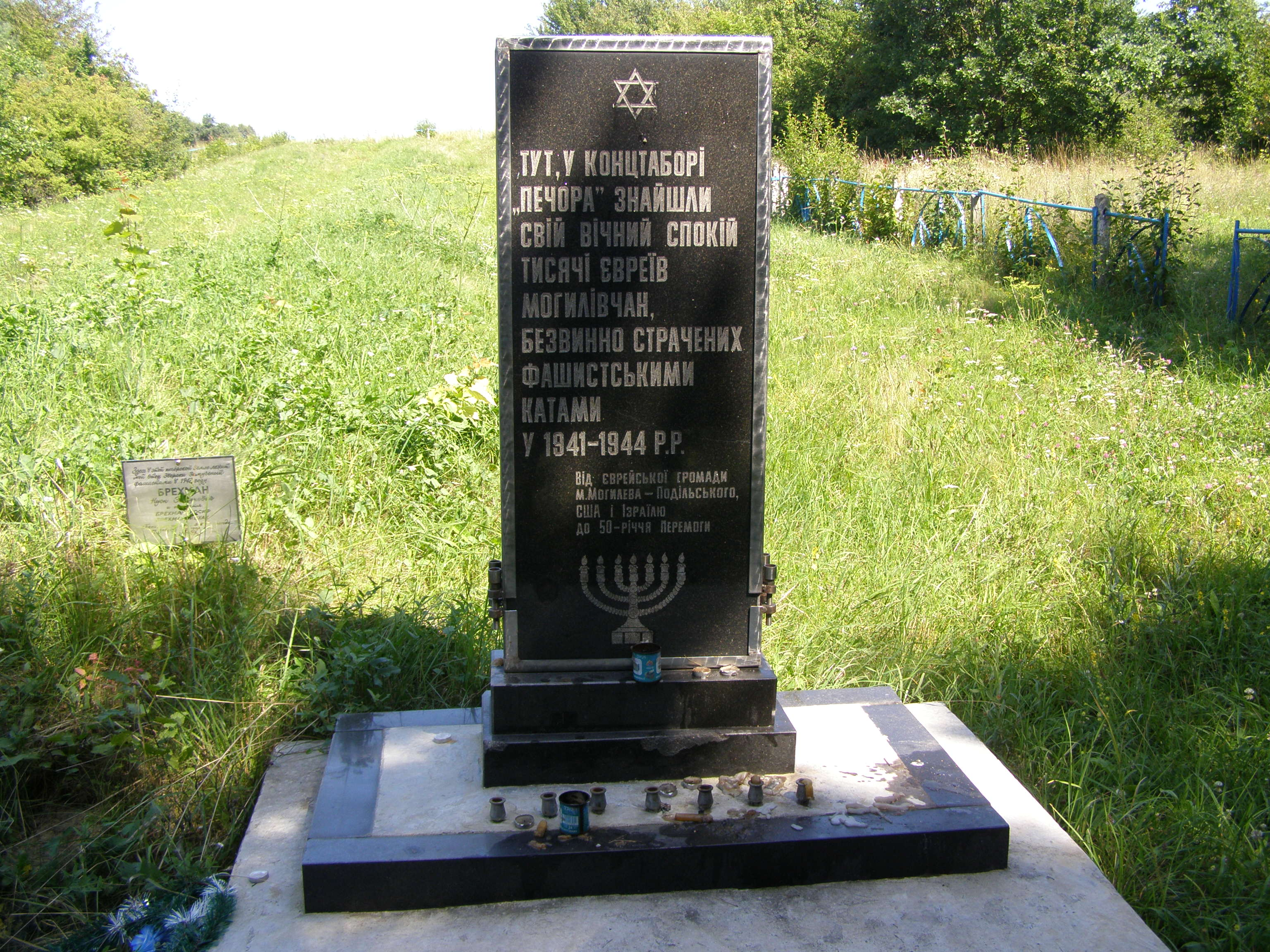
Monument în memoria victimelor

## Galerie

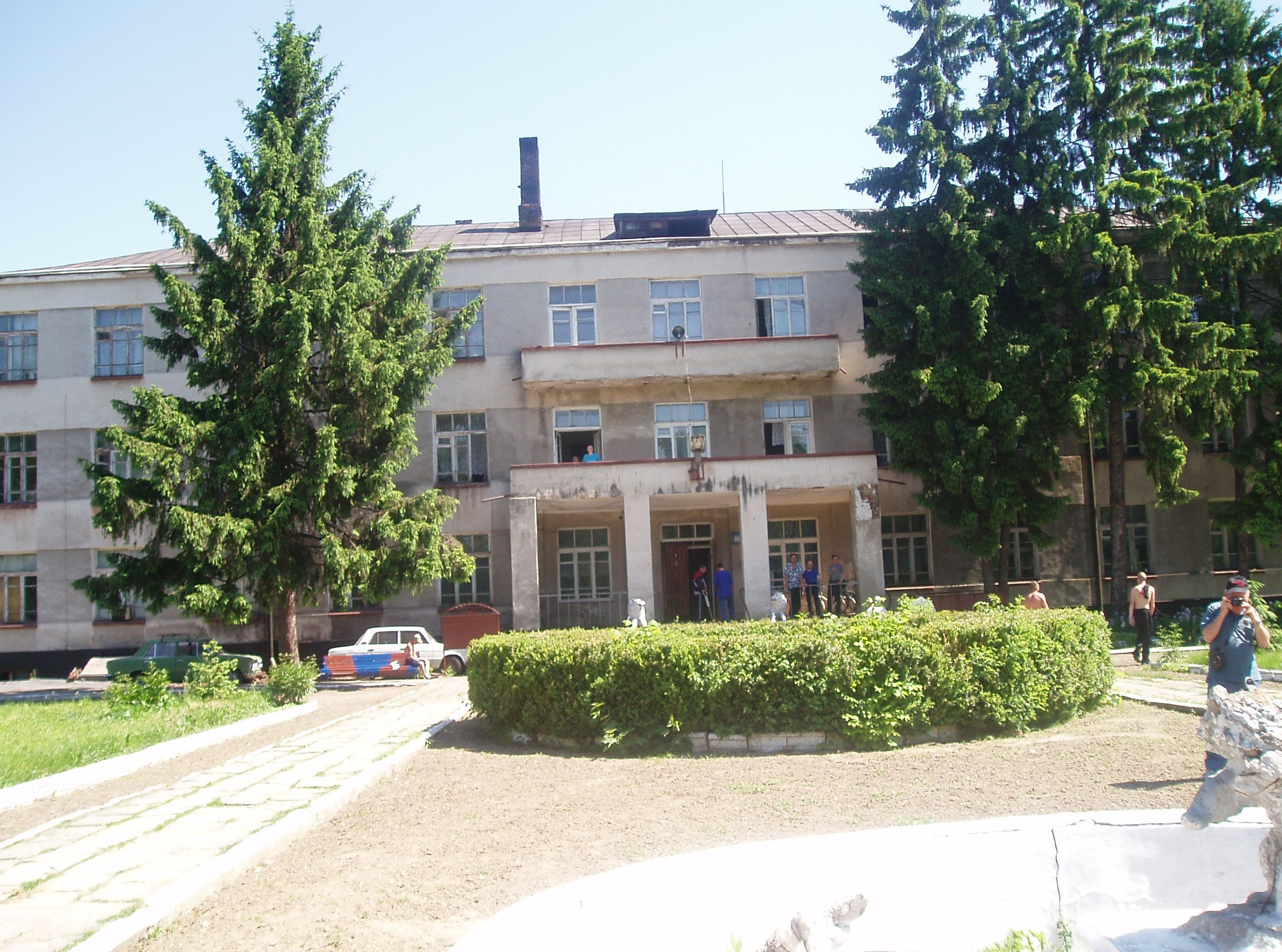
Clădirea administrativă principală
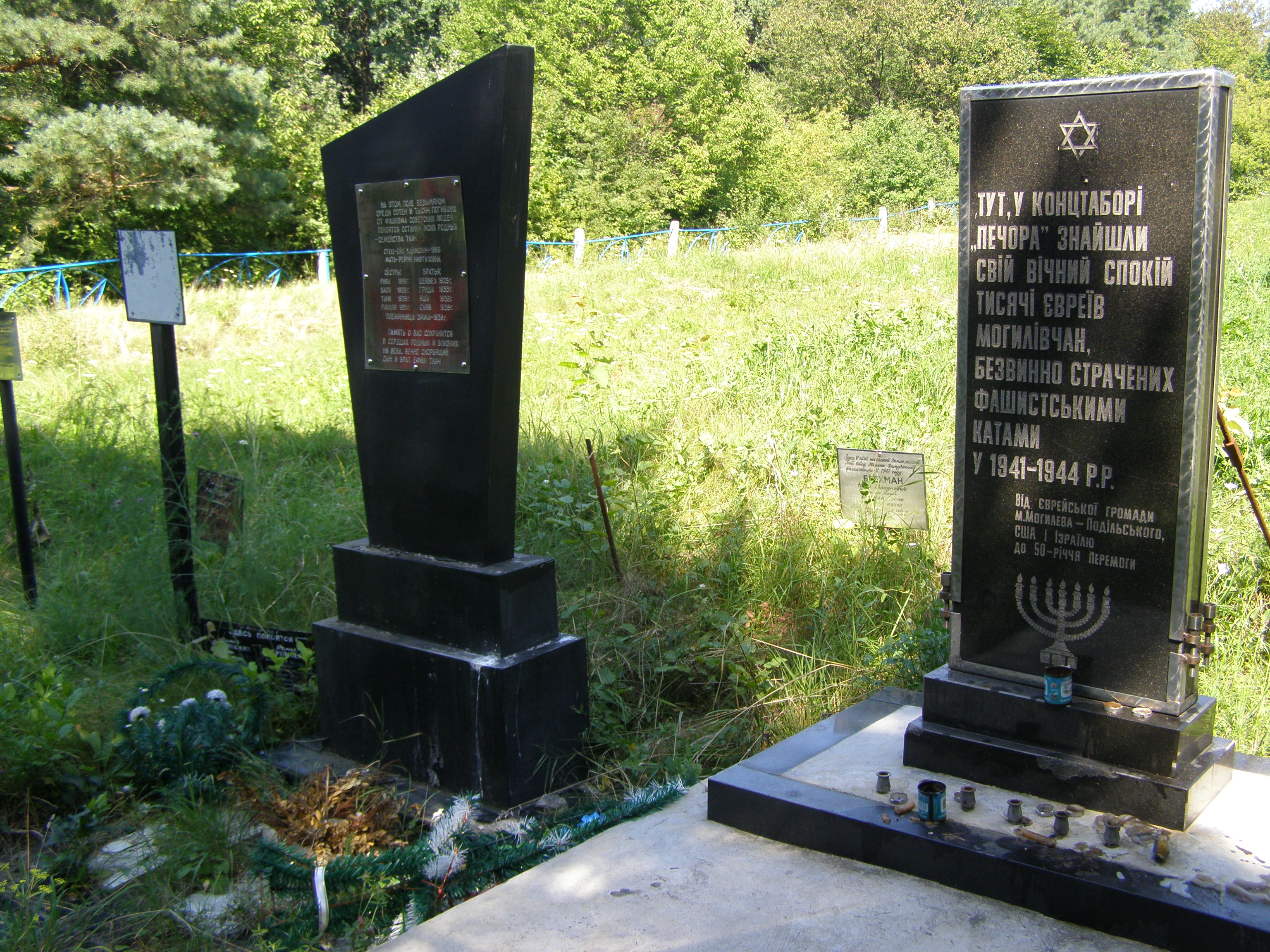
Monument pe gropile comune, Cimitirul evreiesc
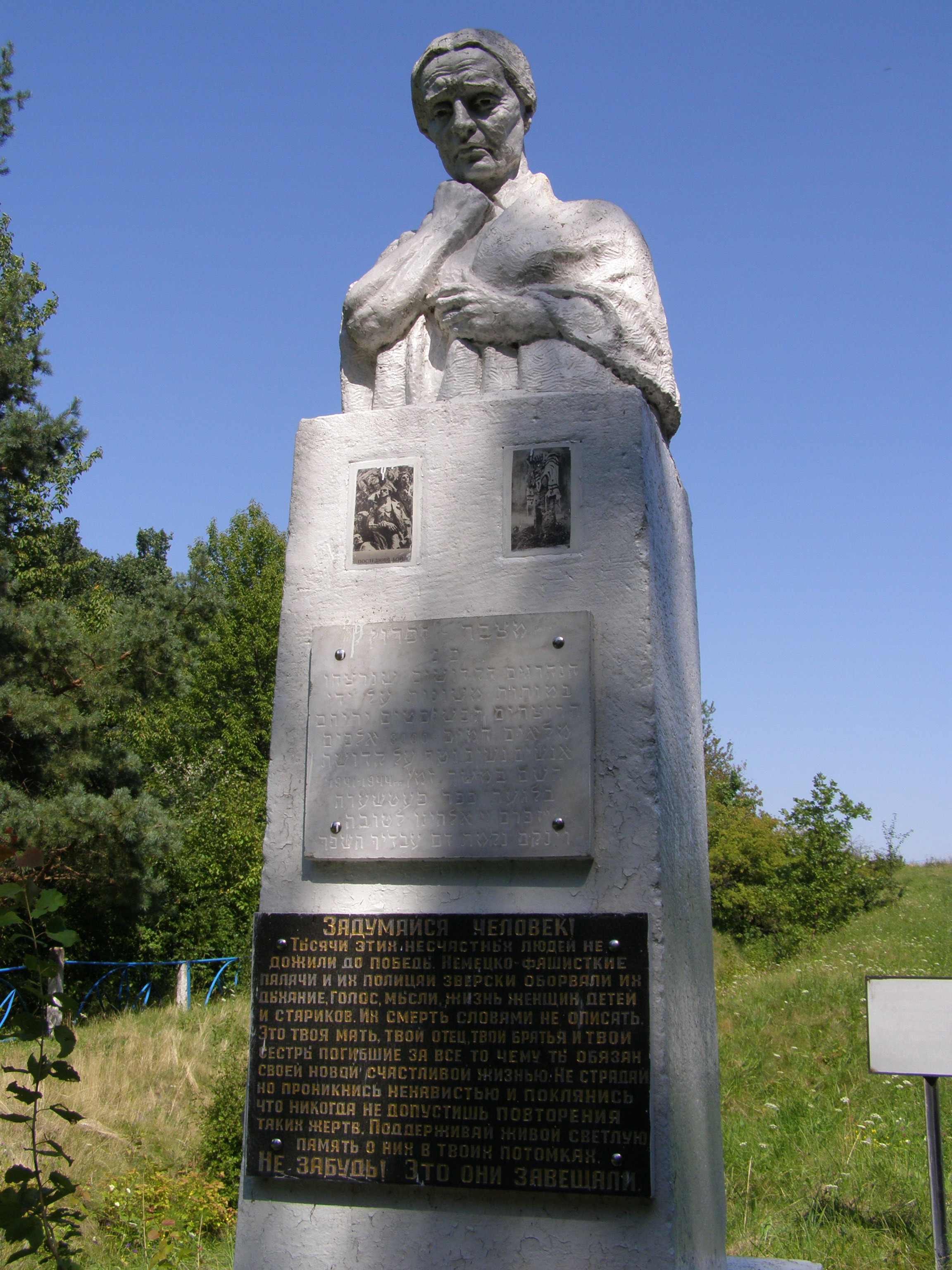
Monument pe gropile comune, Cimitirul evreiesc
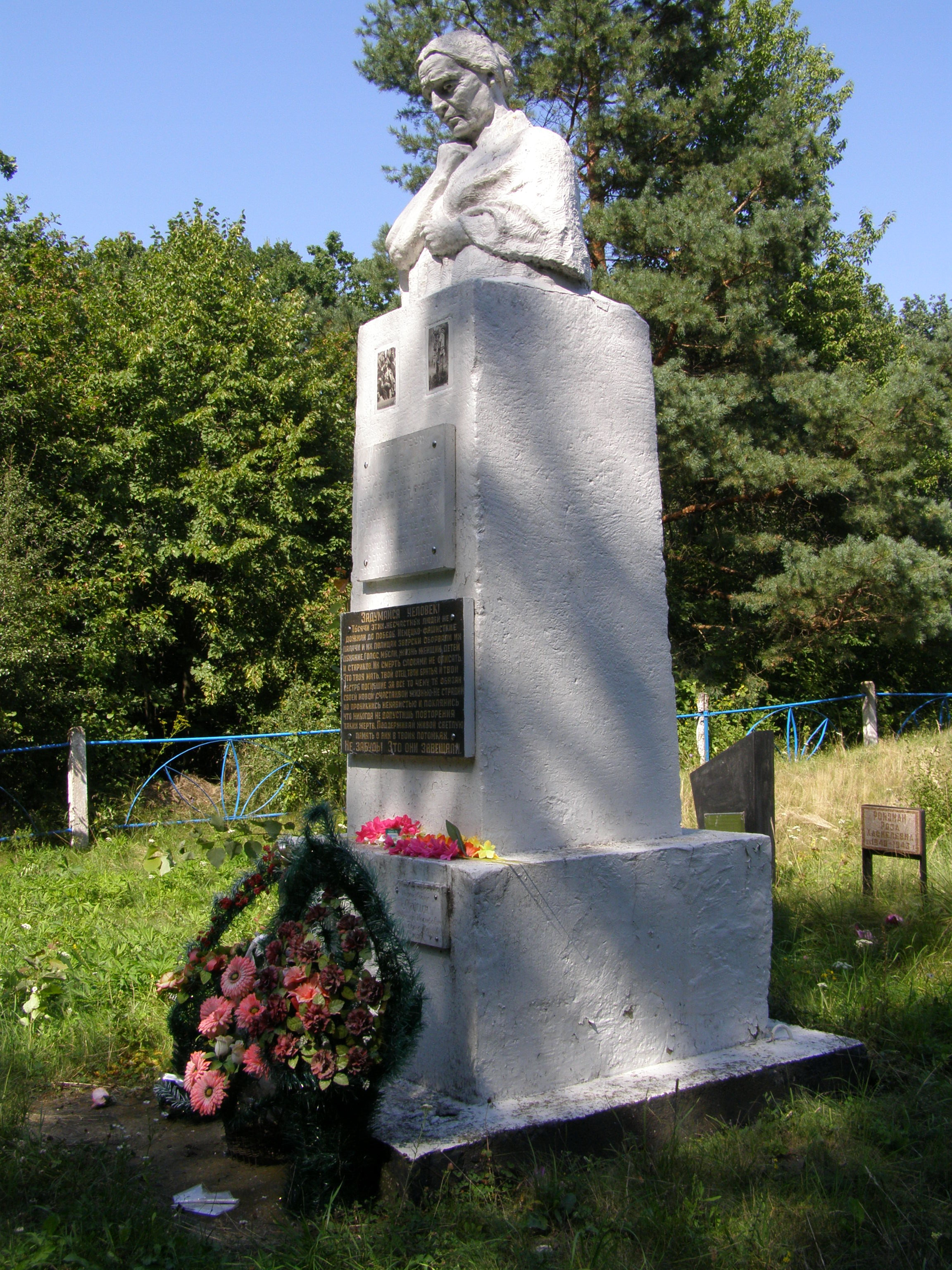
Monument pe gropile comune, Cimitirul evreiesc
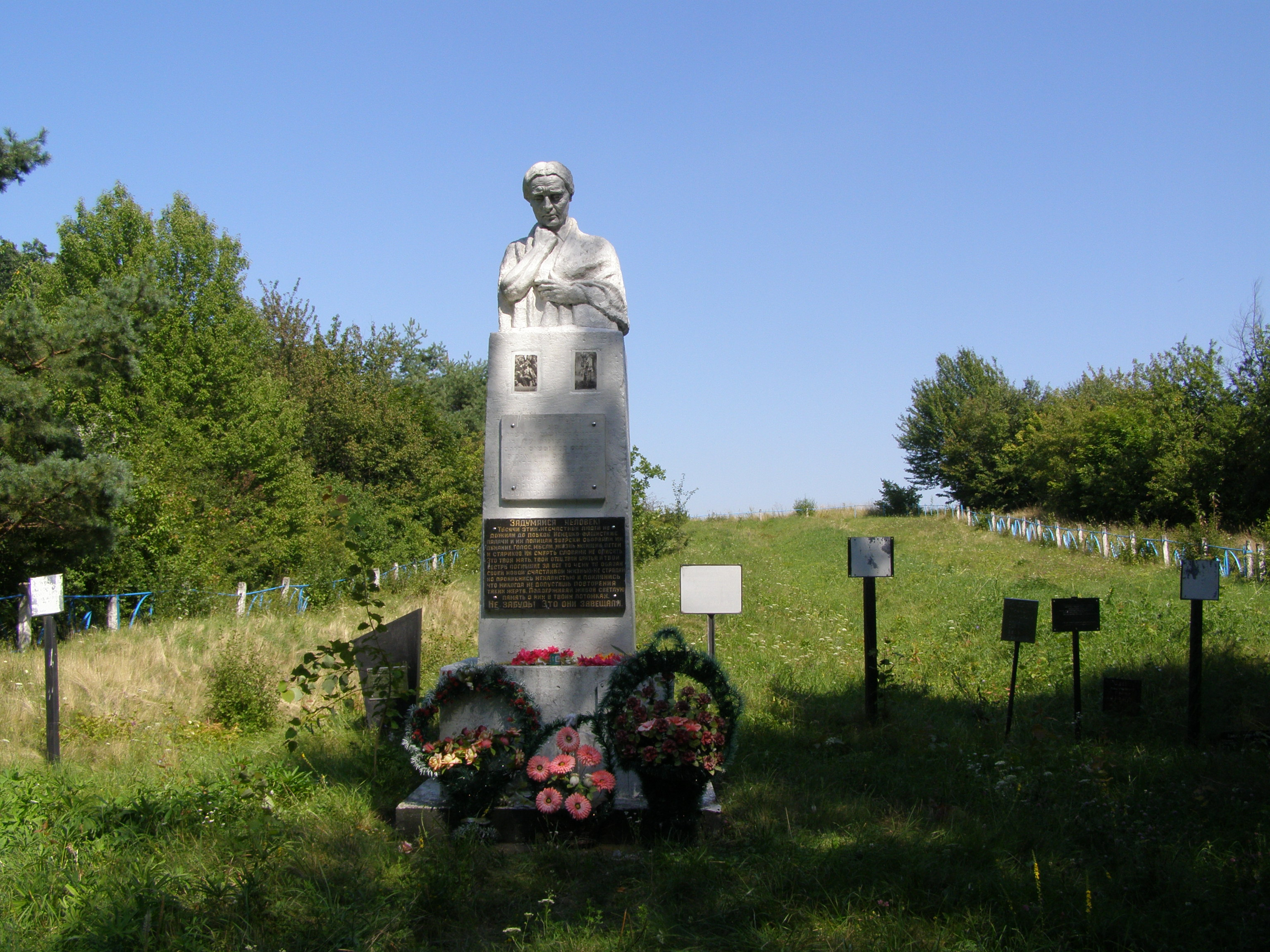
Monument pe gropile comune, Cimitirul evreiesc